# Hyphydrus boettcheri
Hyphydrus boettcheri är en skalbaggsart som beskrevs av Olof Biström 1982. Hyphydrus boettcheri ingår i släktet Hyphydrus och familjen dykare. Inga underarter finns listade i Catalogue of Life.